# 點 (印刷)
点，是印刷所使用的长度单位，用于表示字型的大小，也用于餘白（字距、行距）等其他版面构成要素的长度。作为铸字行业内部的一个专用单位，1 点的长度在世界各地、各个时代曾经有过不同定义，并不统一。当代最通行的是广泛应用于桌面排版软件的 DTP 点，72 点等于 1英寸（1 point = 127⁄360 mm = 0.352777... mm）。中国传统字体排印上的字号单位是号，而后采用「点」「号」兼容的体制。中国也将“点”俗称为“磅”，并缩写为P或p。

## 历史及各种定义
「点」在世界各地、各个时代各种不同的单位系统下有不同的定义。最早的「点制系统」是富尼耶点 (Fournier's point) ，后来有于1783年制定迪多点 (Didot's point) ，此二者皆诞生于法国，并在欧洲大陆流传使用。富尼耶点是皮埃尔-西蒙·富尼耶 (Pierre-Simon Fournier) 创制的，其「点」的定义是以西塞罗 (Cicéro) 的十二分之一为基准。弗朗索瓦-安布鲁瓦兹·迪多 (François-Ambroise Didot) 对富尼耶的系统加以改善，依照以「国王的脚」(Pied de roi) 定义的「法尺」将 1 pt 定义为 1/72 法尺。1 富尼耶点 ≒ 0.348 82  mm，而1 迪多点 ≒ 0.375 9 mm。
之后的欧洲大陆主要采用迪多点，但在英国美国却没有普及。在美国，是在1886年 印刷业界同意统一使用 MS&J (Mackellar, Smiths and Jordan, Letter Founder) 公司的「约翰逊派卡」 (Johnson pica) 为共通单位之后才统一了美国活字行业的字号，这个规定下的点被称作美式点 (American point, American printers' point, ap) 。约翰逊派卡与公制单位折算的定义是 83 picas = 35 cm ，因此 1 美式点 = 1/12 picas ≒ 0.351 4 mm。依照这个定义，6 约翰逊派卡＝72 美式点＝0.99624 标准英寸，而不是整的一英寸。美式点后来在中国、日本也得到了普及。
现代电脑里Adobe InDesign、Microsoft Word 等软件采用的是与美式点近似的「DTP 点」（或称 「PostScrip 点」）1  DTP pt = 1/72 英寸 = 0.352 777 7... mm) 。美式点相对 DTP 点会有 0.0170% 左右的误差。看似差异很小，但是在排版之后的累积误差不可忽略，会导致版式错乱。在Adobe InDesign等专业排版软件里，提供「DTP 点/美式点」切换功能。
| 起源               | 年代 | µm           | inch           | inch           |
| ------------------ | ---- | ------------ | -------------- | -------------- |
| Truchet            | 1694 | ≈ 188        | ≈ 0.007 400 48 | ≈ 0.007 400 48 |
| JIS, CSS q, DIN    | 1976 | = 250        | ≈ 0.009 843    | = 5⁄508        |
| 富尼耶             | 1737 | ≈ 345        | ≈ 0.013 58     | ≈ 0.013 58     |
| 中国               | 1958 | = 350        |                |                |
| Johnson, ATA       | 1886 | = 351.36     | = 0.013 83     | = 83⁄6000      |
| 日本               | 1962 | = 351.4      | ≈ 0.013 835    | ≈ 0.013 835    |
| 霍克斯             | 1879 | ≈ 351.456    | = 0.013 837    | = 0.013 837    |
| TeX pt             |      | = 351.459 80 | ≈ 0.013 837    | = 100⁄7227     |
| PS, CSS pt, TeX bp | 1984 | = 352.7      | = 0.013 8      | = 1⁄72         |
| Tex nd             | 1975 | = 375        | ≈ 0.014 764    | = 15⁄1016      |
| 奇肖尔德           |      | ≈ 375.94     | ≈ 0.014 801    | = 250⁄16891    |
| 迪多               | 1770 | ≈ 375.97     | ≈ 0.014 802    | ≈ 0.014 802    |
| 贝托尔德           |      | = 376        | ≈ 0.014 803    | = 47⁄3175      |
| TeX dd             |      | ≈ 376.065    | ≈ 0.014 806    | ≈ 0.014 806    |
| Mozilla dt         | 1997 | = 376.296    | = 0.014 8      | = 2⁄135        |
| Antenna House dd   |      | ≈ 376.682    | = 0.014 83     | = 0.014 83     |
| 法国国家印刷所     |      | = 400        | ≈ 0.015 748    | ≈ 0.015 748    |

## TeX系统
出于上述原因，在TeX (TeX) 中内部导入了一个极精细的「可变点」(scaled point, sp)，规定 1 sp = 1 / 216 pt (= 1 / 65,536 pt) ，然后用这个「可变点」与其他各种不同「点」进行换算，以保证所有长度值能存储成整数，以回避跨平台的浮点小数问题。1 美国点 = 65,536 TeX 点 = 1 / 72.27 英寸 (= 25.4 / 72.27 毫米 = 0.351 459 80... mm) ；而一个电脑 DTP 点被称作「大点」 (big point, bp) 定义为 1 bp = 65,781 TeX 点 [= 65,781 × 25.4 / (216 × 72.27) mm = 0.352 773 70... mm]。
即在TeX中
- 1 pt （美式点）= 351.459 80 µm =  100⁄7227 inch = 800⁄803  DTP point
- 1 bp （DTP点）= 352.7 µm =    1⁄72 inch = 1  DTP point

## 相关单位
在照相排版系统采用字级单位(Q，在中国也可用 K)，因此有人将12点的字称为“12级字”，但这其实是不正确的。根据定义，1 Q = 0.25 mm 是精确值，而不像上述各种点在换算成公制单位是需要缩约。

## 中国相对
在現代電子排版引入前，中國及部分東亞國家普遍使用活字印印刷漢字。字體的大小以活字字号 (印刷)標稱。字號越小，字體越大。之后「点」数活字传入中国，与传统的「号」数单位并行通用，各地活字厂商的活字尺寸不尽相同，号、点、毫米等单位之间有不同换算。而且由于「点」基于英尺，用公制单位换算时只能采用近似数值。比如1958年6月10日，中华人民共和国文化部出版事业管理局为了统一活字的标准曾公布《关于活字及字模规格化的决定（草案）》里就直接规定「每点为0.35毫米，铅字的高度规定为23.32 毫米」  。由于老厂铅字数量繁多，此规定并未在全国范围内彻底施行。与此类似，日本工業規格的 JIS Z 8305-1962 (JIS Z 8305:1962)「活字の基準寸法」中 2. (2) 也规定「1 point 定为 0.351 4 mm 」。  